# Гельман Марат Олександрович
Марат Гельман (нар. 24 грудня 1960) — російський колекціонер, публіцист, галерист і арт-менеджер. Колишній директор музею сучасного мистецтва PERMM у Пермі. Заступник директора Першого каналу (Росія) з червня 2002 року по лютий 2004 року. Політичний консультант Віктора Януковича в часи Помаранчевої революції, співзасновник Фонду «Ефективна політика» та член Публічної палати Росії (Скликання 2010—2012 рр.). Підтримував художників Нової української хвилі.
Гельман жив у Чорногорії з 2014 року.

## Біографія
Марат Александрович Гельман народився 24 грудня 1960 року в Кишиневі. Його батько — письменник і гравець Олександр Ісаакович Гельман. В 1977 році закінчив школу № 34 м. Кишиневі, в 1983 році — Московський інститут зв'язку, за спеціальністю — інженер, одночасно працював машиністом і працівником сцени в МХАТі, «Современнике» і театрі імені Маяковського.
До 1986 року працював інженером в м. Кишиневі. Після скасування статті про дармоїдство (1 березня 1986 року) звільнився з роботи, щоб написати роман і відкрити свою власну справу.
У 1987 році Гельман, який з юності цікавився мистецтвом, перш за все сучасним, зробив першу виставку в своєму житті, яку показав московським художникам у Кишиневі. Вона мала великий успіх, у тому числі комерційний, і, приїхавши в Москву, за гроші, виручені від продажу робіт, Гельман вирішив залишитися в столиці.
Професійне життя в мистецтві починав як колекціонер, але, через недосвідченість, зібравши невдалу першу колекцію, був змушений продавати картини, і став фактично першим арт-дилером в СРСР. У 1990 році отримавши закордонну освіту в області сучасного мистецтва, зібрав колекцію українського мистецтва, яка була основою виставки « Южнорусская волна», показаної в 1992 році. Свій шлях у мистецтві сам Гельман описує як низку випадковостей, але саме ця пластичність і відкритість випадковому є важливою запорукою успіху.
У 2014 році переїхав до Чорногорії для здійснення культурних проектів. З 2015 року тут знаходиться арт-резиденція Dukley European Art Community (скорочено DEAC), заснована трьома людьми: Нейлом Емільфарбом, Петаром Чуковічем і Маратом Гельманом. Перший час резиденція працювала тільки за запрошеннями. Зараз заявку може подати будь-який охочий. За результатами роботи художників в резиденції регулярно проводяться виставки, які поступово змінюють культурний статус всієї Чорногорії. Марат Гельман розвиває свою концепцію пост-економічного суспільства і гуманітарної інженерії.

## Галерея Гельмана
У 1990 році за порадою Леоніда Бажанова Гельман відкрив одну з перших в Росії приватних галерей сучасного мистецтва. Вона проіснувала до 2012 року, і за 20 років змінила кілька назв (Gallery Guelman, M. Guelman Gallery, «Галерея М. и Ю. Гельмана») і три адреси (1992—1995 роки — Центр сучасного мистецтва на Якиманці; 1995—2007 роки — вул. Мала Полянка, д. 7/7, стор. 5; 2007—2012 роки — центр сучасного мистецтва Винзавод), але весь цей час була широко відома як галерея Гельмана.
Історія галереї Гельмана — це фактично історія сучасного мистецтва пострадянської Росії. У різні роки з галерей співпрацювали практично всі найважливіші художники цієї епохи — від класиків московського концептуалізму (Юрій Альберт, Ігор Макаревич, Вадим Захаров, Дмитро Олександрович Прігов), соц-арту (В. Комар & А. Меламід, Борис Орлов, Леонід Соков) і постмодернізму (П. Пепперштейн, Г. Острецов) до художників петербурзької «Нової академії» (Т. Новіков), московського акціонізму (О. Кулик, А. Осмоловський, А. Бренер, О. Мавроматі, А. Тер-Оганьян, Товариство Радек), південноросійської хвилі (А. Сігутін, А. Савадов, О. Ройтбурд, О. Голосій) і піонерів МЕДІАРТ («Синій суп», АЄС + Ф, Ольга Чернишова, Владислав Єфімов & Аристарх Чернишов); від живописців (Ю. Шабельніков, В. Кошляков, А. Виноградов & В. Дубосарський, Д. Врубель) до фотографів (Б. Михайлов, В. Мамишев-Монро), архітекторів (А. Бродський, А. Бєляєв-Гінтовт), скульпторів (Д. Гутов, Г. Брускин, Мартинчики) і художників, що працюють з інсталяціями та новими медіа (І. нахов, В. Архипов, арт-група «Сині носи» та інші)
Крім російських художників, Гельман показував в галереї мистецтво України, з якого він почав свій шлях як куратор (виставка «Южнорусская волна», 1992) і яке завжди займало і займає значну частину в його колекції. У 2002—2004 роках в Києві працювала філія галереї Гельмана, яку очолював його друг, художник  Олексанр Ройдбурд .
Крім того, на початку 1990-х років Гельман активно займався включенням пострадянського мистецтва в міжнародний контекст. З одного боку, він почав ділові контакти з провідними нью-йоркськими галереями, завдяки чому світовий мистецьке співтовариство познайомилося з багатьма художниками галереї Гельмана; з іншого боку, прагнув до показу міжнародних зірок в Росії — зокрема, в галереї в Якиманці відбулися такі найважливіші для Москви тих років події, як персональні виставки Енді Воргола (Alter Ego, 1994) і Йозефа Бойса («Щоденник Леонардо», 1994)
Ще одним суттєвим аспектом діяльності галереї Гельмана було проведення великих некомерційних виставок на зовнішніх майданчиках. Серед найважливіших — «Конверсія» (Центральний Будинок художника, 1993), «VII З'їзду Народних Депутатів Росії присвячується» (ЦДХ, 1993), «Нові гроші» (Державна Третьяковська галерея, 2006), «Динамічні пари» (ЦВЗ «Манеж», 2000), «Южнорусская волна», «Ностальгія» (Державний Російський музей, 2000., до 10-річчя галереї Гельмана), «Росія 2» (ЦДХ, 2005), «Пітерські: Сучасне мистецтво Санкт-Петербурга» (ЦДХ , 2005) та ін.
З перших років роботи галерея брала участь в міжнародних виставках, фестивалях і ярмарках, як FIAC (Париж) і ARCO (Мадрид). У 1999 році галерея представляла проект для російського павільйону на Венеційській бієнале.
У квітні 2012 року Марат Гельман, разом з двома іншими провідними російськими галеристами, Оленою Селін і Айдан Салаховою, оголосив про переформатування галерейної діяльності. У випадку з галереєю Гельмана це закінчилося її закриттям. Основною причиною такого кроку Гельман назвав згортання ринку сучасного мистецтва в Росії, пов'язане в загальною нестабільністю політичної та економічної ситуації в країні.
Останньою подією в легендарній галереї Гельмана стала виставка Олексія Калліми «Вважай, що тобі пощастило» (травень-червень 2012).

## Культурний Альянс
У жовтні 2012 року на місці закритої галереї на Винзаводі відкрилася нова виставкова площадка Марата Гельмана — продюсерський центр «Культурний Альянс» . Він спеціалізується на показі в Москві мистецтва з російських регіонів і країн СНД — тут вже пройшли виставки, що дали актуальний зріз мистецтва Казахстану, Іжевська, Пермі.
Звернення до регіонального мистецтва для Гельмана не було випадковим: починаючи з перших виставок в 1990-х роках, він був зайнятий пошуком нових імен для московської сцени. Йому, зокрема, належить заслуга «відкриття» новосибірського гурту «Сині носи», як і багатьом художникам із Санкт-Петербурга, Ростова-на-Дону і з України.
Свою назву і частково концепцію галерея отримала від асоціації «Культурний Альянс», створеної Гельманом в 2010 році у співпраці з партією «Єдина Росія». Асоціація створювалася як об'єднання міст, в яких існує самостійне мистецьке життя в сфері сучасної культури. За два роки асоціацією проведено два великих фестивалі й десяток виставок.
```
«Існують цікаві художні спільноти, що регіональні художники не відчувають себе повністю відірваними від столичної влади та навіть міжнародної художньої сцени, що вони володіють мовою сучасного мистецтва, долаючи і географію, і біографію».
```

Етапною для формування концепції галереї також стала виставка «Мистецтво проти географії», яка пройшла в 2011 році в рамках 4-ї Московської бієнале сучасного мистецтва.
До самого свого закриття в 2015 році галерея «Культурний Альянс» була знаковим місцем в Москві. 

## Пермський музей сучасного мистецтва
У 2008 році за підтримки Сергія Гордєєва, представника в Раді Федерації від адміністрації Пермського краю, Марат Гельман провів в Пермі етапну для нього як для куратора виставку «Російське бідне», куди увійшли роботи найважливіших російських художників сучасності.
За місяць роботи виставки її відвідали 45 000 людей, після чого на прохання місцевих жителів вона була продовжена ще на місяць. Виставка «Російське бідне» і її успіх як на міському, так і на загальноросійському рівні поклали початок масштабному проекту «Перм — культурна столиця», в рамках якого в тій же будівлі Річкового вокзалу, вже повністю відреставрованій і обладнаній, відкрився Пермський музей сучасного мистецтва.
Марат Гельман очолив музей на посаді директора. Уже в 2009 році діяльність Гельмана зазнала критики з боку частини приміських діячів мистецтва. Відомий письменник і мистецтвознавець за освітою А. Іванов заявив, що «музей пожирає величезну кількість грошей, практично всі кошти місцевої культури», що на музей виділено з регіонального бюджету 90 млн рублів, а Пермська картинна галерея отримала тільки 30 млн рублів. На думку А. Іванова московські діячі культури мистецтв завищували вартість своїх проектів і своїх послуг. В знак протесту проти присудження М. Гельману Строгановскої премії А. Іванов оголосив, що відмовляється від цієї премії, лауреатом якої він став трьома роками раніше.
Виставки музею викликали невдоволення з боку представників Російської православної церкви. Проти виставок М. Гельмана виступив ставропольський єпископ Кирило, який в спеціальному зверненні заявив:
«Творчість Гельмана не має відношення до справжньої культури. Вона направлена на збудження міжрелігійної та міжнаціональної ворожнечі».
У 2012 році у Гельмана не вийшло провести виставку в Новосибірську — регіональне міністерство культури відмовилося надати приміщення під експозицію.
Важливим досягненням музею і особисто Марата Гельмана стала участь в розробці концепції та реалізації фестивалю «Живий Перм», який був вперше організований за підтримки колишнього губернатора Пермського краю Олега Чиркунова в 2009 році. Він став ключовою подією в культурному житті Пермі й прототипом для більш масштабного фестивалю «Білі ночі в Пермі», який проводиться щорічно. У 2012 році його відвідали більше 1 000 000 людей. 23 березня 2009 року Пермський музей сучасного мистецтва отримав статус державної крайової установи.
У червні 2013 року після низки скандалів Марат Гельман був звільнений з поста директора PERMM. В юридичному коментарі до рішення про звільнення підкреслюється, що роботодавець не зобов'язаний мотивувати рішення про звільнення, Гельман основною причиною звільнення назвав цензуру. Приводом для звільнення Марата Гельмана з поста директора, на думку журналістів, стала персональна виставка красноярського художника Василя Слонова "Welcome! Sochi 2014 ", відкрита в рамках фестивалю "Білі ночі ". За словами нового приміського губернатора В. Ф. Басаргіна саме союз з Гельманом став причиною відставки його попередника О. А. Чиркунова. У грудні 2014 року він оголосив про від'їзд з РФ.